# Instituto Veterinario de Investigaciones Tropicales y de Altura (Universidad Nacional Mayor de San Marcos)
El Instituto Veterinario de Investigaciones Tropicales y de Altura (siglas: IVITA-UNMSM), creado el 2 de mayo de 1961, es un centro de investigación perteneciente a la Facultad de Medicina Veterinaria de la Universidad Nacional Mayor de San Marcos. Actualmente, posee cuatro Estaciones Experimentales, dos en ecosistemas andinos (El Mantaro y Maranganí-La Raya) y dos en ecosistemas de trópico húmedo (Pucallpa e Iquitos). 

## Historia

### Cronología Legal
La concepción del IVITA como Instituto de Investigación de la Facultad de Medicina Veterinaria (UNMSM) se remonta a octubre de 1960, cuando el Decano de entonces, doctor Teodoro Ramos Saco, informa al Consejo de Facultad sobre el proyecto de creación de dicho instituto, indicando los objetivos y el financiamiento proveniente del Fondo Especial de las Naciones Unidas; el mismo que luego fue recibido en diciembre de 1962 mediante la Resolución Suprema 420, en cuyo el texto se indica la adjudicación de $ 937 400.00 dólares por la Naciones Unidas para el funcionamiento del IVITA de la Facultad de Medicina Veterinaria (UNMSM), y autorizando al Ministro de Educación del Perú para que en representación del Perú firme el Plan de Operaciones. 
En enero de 1961, mediante Resolución Suprema N.º 8, se adjudica a la Facultad de Medicina Veterinaria (UNMSM) un terreno de 20 000m2 para el funcionamiento de la Estación de Altura del IVITA del Valle del Mantaro; que posteriormente en febrero de 1962 por Ley 14013 se da en propiedad a la FMV-UNMSM. La construcción de las instalaciones se iniciaron con una donación de $ 50 000 dólares de la Fundación Rockefeller en mayo de 1962. La amplitud de esta Estación se incrementó en 50 ha y 1232 m² ubicadas en San Juan de Yanamuclo, adjudicadas mediante Resolución Suprema 1383 de diciembre de 1966.
En enero de 1961 se emite la Resolución Ministerial N.º 145 otorgando prioridad a la FMV-UNMSM para la adjudicación de 1000 ha de terreno de montaña para la Estación de Trópico del IVITA en Pucallpa. 
El 14 de abril de 1961 el Consejo de Facultad de la FMV-UNMSM acuerda crear el IVITA, que luego el siguiente 2 de mayo, es ratificado por la Resolución Rectoral N.º 18516 de la Universidad Nacional Mayor de San Marcos. Por lo tanto el 2 de mayo de 1961, nace el IVITA oficialmente en el seno de la Universidad Mayor del Perú.
En julio de 1961 el nuevo Decano de la FMV-UNMSM, Dr. Manuel Moro Sommo, comunica el nombramiento del Dr. Ramos Saco, como representante de la FMV ante las Naciones Unidas para asuntos concernientes al proyecto IVITA.
En agosto de 1961 se nombra la Comisión Organizadora del IVITA presidida por el Dr. Ramos Saco e integrada por los doctores Alberto Cuba, Carlos Chávez y Javier Barúa.
En octubre de 1962 el Consejo Universitario ratifica la designación del Decano de la FMV-UNMSM como Codirector del IVITA; y en diciembre siguiente nombra como primer Director del IVITA al Dr. Patrick Guilbride a propuesta de la Naciones Unidas.
Luego de esta cronología legal es conveniente agregar que la concepción del IVITA se remonta años antes de su creación oficial en 1961. Por entonces la FMV-UNMSM tenía una clara necesidad de articular la enseñanza-investigación-extensión universitaria a través de un ente generador de conocimientos o Instituto de investigación.
La concepción contemplaba que la relación Docencia-Investigación, iría más allá de la investigación en el laboratorio, extendiéndola y ubicándola en lugares estratégicos del país, para de esa manera insertarse y responder mejoren y las necesidades concretas regionales de país.
En tal empeño toma sentido entonces el Instituto Veterinario de Investigaciones Tropicales y de Altura, para hacer investigación de campo en 3 regiones representativas de la crianza pecuaria peruana: Pucallpa (Estación del Trópico), para estudios en trópico húmedo; el Valle del Mantaro (Estación de Altura), para estudios en Sierra a diferentes altitudes; y La Raya (Estación de Camélidos), para investigaciones en camélidos sudamericanos en la altiplanicie, que entonces eran considerados como recurso natural renovable nacional estratégico, y que ahora han dejado de serlo, especialmente las alpacas y las llamas.
En tales lugares se construyeron y equiparon laboratorios, dotándolos del correspondiente personal investigador y aparato administrativo. Poco tiempo después la Estación del Trópico extiende sus actividades a Iquitos para estudios en avicultura y fauna amazónica, que luego quedará transformado en Centro de Reproducción y Conservación de Primates «Manuel Moro Sommo», de reconocida repercusión e influencia internacional. Igualmente la Estación de Altura amplía sus actividades a Yanahuanca para hacer extensión y capacitación en avicultura en las Comunidades campesinas de la zona.
Quedó entonces de esta manera la Facultad de Medicina Veterinaria conectada a la realidad peruana y sus estudiantes tuvieron la oportunidad de vincularse con la variada problemática pecuaria del país; pero, solamente hasta el advenimiento del D.L. 17437 en 1969, que desaparece a las Facultades vigentes en el marco de la Ley 13417, y crea los Departamentos Académicos (DA), desarticulando el vínculo de enseñanza- investigación - servicio que se había puesto en marcha. Desde entonces los objetivos primigenios no han sido restaurados y la relación enseñanza-investigación quedó trunca y cuya ocurrencia es más bien por el entusiasmo y predisposición de los líderes de turno, que por la existencia de un ordenamiento normativo. 
En el marco del citado D.L. 17437 surge la frase "Centro de Investigación" (CI) para responder al concepto de hacer investigación multidisciplinaria con el concurso de profesores de varios Departamentos Académicos, apareciendo entonces la actual denominación "Centro de Investigación Instituto Veterinario de Investigaciones Tropicales y de Altura" dependiente de la Dirección Universitaria de Investigación, y conformado mayoritariamente por profesores de los Departamentos Académicos: Producción Animal e Inspección de Alimentos, Medicina y Cirugías Veterinarias, y Ciencias Básicas Veterinarias; y por unos pocos del Departamento Académico de Biología.
En 1983, la Ley Universitaria 23733 restablece el sistema Facultativo, y los investigadores del IVITA retornan a sus Facultades, ya sea optando por su formación académica de origen, ya sea por antecedente laboral original. En tal figura los investigadores Biólogos del antecedente Departamento Académico de Biología optaron por la Facultad de Biología, y los de los otros Departamentos Académicos por la Facultad de Medicina Veterinaria.
Sin embargo, la situación legal del CI IVITA es bastante curiosa. El D.L. 19326 Ley General de Educación, deroga el D.L 17437 y sus modificatorias; la Ley Universitaria 23733 de 1983, y el respectivo Estatuto de la Universidad de San Marcos, mantiene el concepto de Centro de Investigación bajo la denominación de "Centro de Investigaciones Veterinarias de Investigaciones Tropicales y de Altura" (IVITA); a pesar de haber regresado el sistema Facultativo, y que en el citado Estatuto, el Artículo 205 establece que para la creación de los Centros de Investigación se requiere acuerdos de las Facultades concurrentes en su constitución; que aún no ha ocurrido.

## Estaciones Experimentales

### Estación Experimental IVITA - Iquitos
La Estación de Iquitos, a seis km de la ciudad del mismo nombre, es sede del prestigioso Proyecto Peruano de Primatología cuyo objetivo es la investigación en conservación y manejo de fauna silvestre, con énfasis en primates neotropicales de interés biomédico, tanto en cautiverio como en islas y en áreas naturales. Los programas de investigación actuales son Conservación y Reproducción de Primates, Evaluación de Fauna silvestre Amazónica y Sanidad y Producción en Zoocría. En esta Estación, tanto como en Pucallpa, trabajan investigadores adscritos de la Facultad de Ciencias Biológicas.

### Estación Experimental IVITA - Pucallpa
Pucallpa, una de las dos Estaciones en el trópico húmedo, mantiene oficinas administrativas y laboratorios en la ciudad de Pucallpa, pero sus áreas experimentales están en la localidad de Neshuya, a 60 km de Pucallpa. Esta Estación genera conocimientos y técnicas para la producción bovina y acuícola en trópico húmedo y actualmente mantiene programas de investigación en Sistemas de Producción Bovina (carne y leche), Limnología, Pesquería y Acuicultura y en Manejo sostenible de la Biodiversidad. En 1989 esta Estación fue casi completamente destruida por la violencia subversiva, percance del que se ha venido recuperando paulatinamente.

### Estación Experimental IVITA - Mantaro
El Mantaro, en la provincia de Jauja, en el valle del mismo nombre, tiene como objetivo la generación de conocimientos y técnicas en sanidad y producción animal en valles interandinos y zonas altoandinas. Actualmente mantiene programas de investigación en Pastos y Forrajes, Producción de Leche, Producción de Ovinos y Producción de Cuyes. Esta Estación está ubicada en una zona de fácil acceso y con un sector productivo de gran dinamismo y con predisposición al cambio, lo que le confiere oportunidades de cooperación externa.

### Estación Experimental IVITA - Marangani
IVITA Maranganí es un organismo dedicado al generación, transferencia y enseñanza de conocimientos y tecnología en:
- Producción de ganadería andina con énfasis en camélidos domésticos
- Mejoramiento genético en camélidos
- Sanidad animal en camélidos.
- Pasturas cultivadas y praderas nativas.

Para el uso y manejo responsable de los recursos naturales, incremento de la productividad y mejora de la calidad de vida del poblador, en el marco del desarrollo del sostenible de su área de influencia.